# بچه‌دارشدن (فیلم ۲۰۱۸)
بچه‌دارشدن (به انگلیسی: Making Babies) یا فرزندآوری فیلمی محصول سال ۲۰۱۸ و به کارگردانی جاش اف. هوبر است. در این فیلم بازیگرانی همچون الیزا کوپه، استیو هاوی، اد بیگلی. جی آر، گلن هدلی، باب استیفنسن، الیزابت رودریگز و جنیفر لافلور ایفای نقش کرده‌اند.